# Leyti Seck
Leyti Seck (ur. 21 stycznia 1981 w Monachium) – senegalski narciarz alpejski, uczestnik Zimowych Igrzysk Olimpijskich 2006 w Turynie i Zimowych Igrzysk Olimpijskich 2010 w Vancouver.
Seck trzy razy brał udział w mistrzostwach świata w narciarstwie alpejskim. Jego najlepszym miejscem zajętym na tych zawodach było 54. w 2005 roku w Bormio w slalomie gigancie.
Wziął też udział w kilku konkursach Pucharu Świata w narciarstwie alpejskim, lecz nigdy nie ukończył zawodów.

## Osiągnięcia

### Zimowe igrzyska olimpijskie
| Igrzyska       | Konkurencja   | Czas    | Wynik |
| -------------- | ------------- | ------- | ----- |
| Turyn 2006     |               |         |       |
| Supergigant    | 1:42.87       | 55.     |       |
| Slalom gigant  | –             | DNF     |       |
| Slalom         | –             | DNF     |       |
| Vancouver 2010 | Slalom gigant | 3:06.14 | 73.   |
| Vancouver 2010 | Slalom        | –       | DNF   |

### Mistrzostwa świata
| Mistrzostwa      | Konkurencja   | Czas    | Wynik |
| ---------------- | ------------- | ------- | ----- |
| St. Moritz 2003  | Slalom gigant | 3:09.35 | 61.   |
| St. Moritz 2003  | Slalom        | 2:01.80 | 55.   |
| Bormio 2005      | Slalom gigant | 3:16.57 | 54.   |
| Bormio 2005      | Slalom        | –       | DNF   |
| Val d’Isère 2009 | Slalom        | –       | DNF   |